# Karl Gustaf Boberg
Karl Gustaf Boberg, adlad von Palmcrona, född 8 maj 1714, död 31 januari 1771 på Äleby säteri, var en svensk politiker.
Efter avslutade studier vid Uppsala universitet 1736 arbetade han som tjänsteman i kammarkollegium och utnämndes 1742 till borgmästare i Öregrund. Omedelbart invald som stadens representant i borgarståndet tillhörde han riksdagen ända fram till 1760/62 års riksdag. Han gjorde sig i början känd som en av hattarnas häftigaste partimän, och hade 1743 plats i kommissionen över Henrik Magnus von Buddenbrock och invaldes vid 1746/47 års riksdag i sekreta utskottet och det "sekretissimum" av åtta riksdagsmän, som fick sig anförtrott beredningen av de ömtåligaste utrikesangelägenheterna. 
Han gjorde sig också till talesman för att låta de vanliga domstolarna i så kallade "förräderimål" ersättas av kommissioner, som gjorde processen kort med politiska motståndare – ett för övrigt vedertaget handlingsmönster bland hattarna. Borgarståndet ingick med en skrivelse till Kunglig Majestät med begäran att utse honom till borgmästare. Så skedde också, och Boberg utsågs 1747 till borgmästare i Ystad.
Så småningom började Boberg närma sig hovet och räknades vid 1751/52 och 1755/56 års riksdagar till det ringa parti i borgarståndet, som understödde Adolf Fredriks planer på ökad kungamakt. I strid mot sitt tidigare agerande bekämpade han nu också de extra domstolarna, liksom han tog strid mot adelns företräden framför de ofrälse. För sin tjänstvillighet mot Adolf Fredrik, hade han redan vid dennes kröning 1751 erhållit löfte om adelskap under namn av von Palmcrona, och ackorderat sig till en lagmanstjänst i Upplands och Stockholms läns lagsaga, men genom sina konflikter med adeln vägrades han nu introduktion på riddarhuset. Sedan han genom tjänstebyte med en annan person övergått till hovrättsråd i Svea hovrätt, avled samma dag på sin gård Älby.